# Josef Tumpach
Josef Tumpach (20. prosince 1862, Osek – 20. listopadu 1916, Praha) byl český římskokatolický kněz a kanovník Metropolitní kapituly u sv. Víta v Praze.

## Život
Narodil se 20. prosince 1862 v Oseku.
Po studiu teologie byl v Praze dne 5. července 1887 vysvěcen na kněze. Svou primiční mši sloužil ve svém rodišti kde také zůstal v duchovní správě kvůli nemoci místního faráře. Poté se stal kaplanem ve Stříbře. Roku 1888 odešel studovat teologii na Frintaneu u sv. Augustina ve Vídni a 7. května 1892 získal doktorát teologie. Poté se vrátil do Prahy a stal se adjunktem teologické fakulty a zastupujícím kaplanem farnosti v Petrovicích u Sedlčan. Byl přednášejícím v oboru křesťanské sociologie, starozákonní archeologie a úvodu do starozákonních knih. Roku 1902 se stal profesorem kanonického práva. Působil také v náboženské sekci Národopisné výstavy českoslovanské.
Dne 25. května 1892 se stal členem kolegia doktorů teologie v Praze a později notářem kolegia (1894) a jeho děkanem (1901). V dubnu roku 1899 byl zvolen defensorem vinculi arcibiskupského soudu a o rok později byl zvolen radou stejného soudu.
Zasloužil se také prací v Katolickém spolku tiskovém kde působil i jako jeho místopředseda a v kněžském společenství Trecentorum.
Dne 26. května 1902 byl zvolen kanovníkem metropolitní kapituly a 20. července stejného roku byl instalován. Mezi funkce, které zastával jako kanovník, patřilo dále: děkan kostela svatého Apolináře (1906), canonicus senior (1907) a canonicus cantor (1911).
V srpnu roku 1902 se stal radou arcibiskupské konzistoře a o rok později prosynodálním examinátorem uchazečů o benefícia a ordinariátním komisařem pro semestrální zkoušky na české bohoslovecké fakultě.
Dne 26. února 1906 ho arcibiskup Lev Skrbenský z Hříště jmenoval vicekancléřem české teologické fakulty.
Dne 1. prosince 1909 byl jmenován arciknězem svatohorského arcipresbyterátu a od roku 1913 byl místopředsedou církevního soudu pro otázky manželství.
Dne 5. prosince 1908 mu papež Pius X. udělil titul preláta Jeho Svatosti a roku 1913 titul apoštolského protonotáře.
Mimo jiné byl také místopředsedou Hradčanského korodochia, předsedou Dědictví sv. Prokopa, ředitelem Dědictví sv. Jana Nepomuckého či členem a předsedou Křesťanské akademie.
S biskupem Antonínem Podlahou připravoval vydání Českého slovníku bohovědného (2. části) a Dějin a bibliografie české katolické literatury náboženské od roku 1828 až do nynější doby (4. části).
Zemřel 20. listopadu 1916 v Praze a pohřben byl na hřbitově ve své rodné obci. Je čestným občanem svého rodiště.

## Dílo
- Soukromé vlastnictví (1898) – sociologická studie [3]
- Všeobecný sjezd katolíků českoslovanských (1909) – zpráva o IV. všeobecném sjezdu katolíků českoslovanských, který konán v Praze od 29. srpna do 2. září 1908 [4]
- Český slovník bohovědný I. (1912) – pořádá Ant. Podlaha ; vydává Václav Kotrba. Dílo nedokončeno, vyšlo pouze 5 dílů v ca 50 brož. svazcích, každý sv. obsahuje obvykle 3 "sešity", na každý díl byly vydány samostatně polokožené původní desky. U dílu 2. uvedeno - pořádají Jos. Tumpach a Ant. Podlaha [5]
- Bibliografie české katolické literatury náboženské od roku 1828 až do konce roku 1913 – vydáno v pamět osmdesátiletého jubilea "Časopisu katolického duchovenstva" a padesátiletého jubilea "Dědictví sv. Prokopa I."(1912) [6]
- Bibliografie české katolické literatury náboženské od roku 1828 až do konce roku 1913 II. (1913) [7]
- Bibliografie české katolické literatury náboženské od roku 1828 až do konce roku 1913 III. (1914) [8]
- Český slovník bohovědný II. (1916) [9]
- Český slovník bohovědný III. (1917) [10]
- Český slovník bohovědný IV. (1930) [11]
- Český slovník bohovědný V. (1932) [12]